# 常楽寺 (半田市)

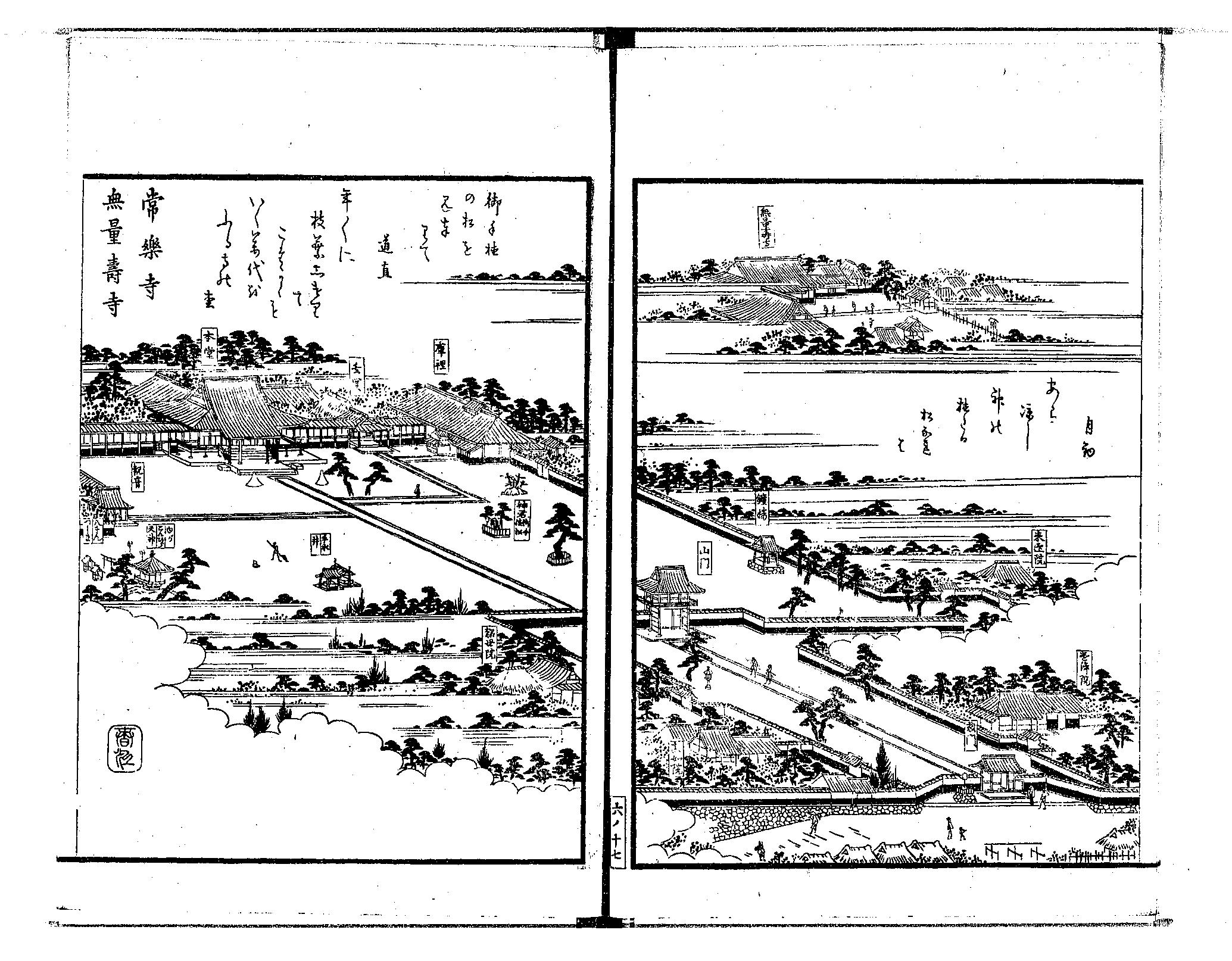
かつての常楽寺の様子（『尾張名所図会 前編 巻6 知多郡』より「常楽寺」）

常楽寺（じょうらくじ）は、愛知県半田市にある西山浄土宗の寺院。山号は天龍山。本尊は阿弥陀如来。

## 歴史
1484年（文明16年）に天台宗仏性寺を改修し、空観栄覚によって開基された浄土宗西山派（西山浄土宗）の寺院で、尾張藩初代藩主の徳川義直から「浄土宗西山派知多一郡の総本寺」とお墨付を得たとされる寺院である。
第八世住職の典空顕朗は於大の方の妹の子で、徳川家康と従兄弟にあたる。このことから、家康が1560年（永禄3年）の桶狭間の戦いや1582年（天正10年）の本能寺の変、1589年（天正17年）の上洛の際にも立ち寄っており、徳川家康ゆかりの寺として知られている。寺宝として家康が桶狭間の戦いの後、訪れた際に寄進した鐙と鞍がある。
なお、1924年（大正13年）には、火事に遭い多くの建物を焼失したが、1940年（昭和15年）に再建された。1987年（昭和62年）には、老朽化のため取り壊された山門も再建されている。

## 塔頭寺院
- 超世院
- 遣浄院
- 真如院
- 来迎院

## 文化財

### 重要文化財（国指定）
- 木造阿弥陀如来立像 - 弘長3年（1263年）、円覚作。1931年（昭和6年）12月14日指定[3]。

## ギャラリー

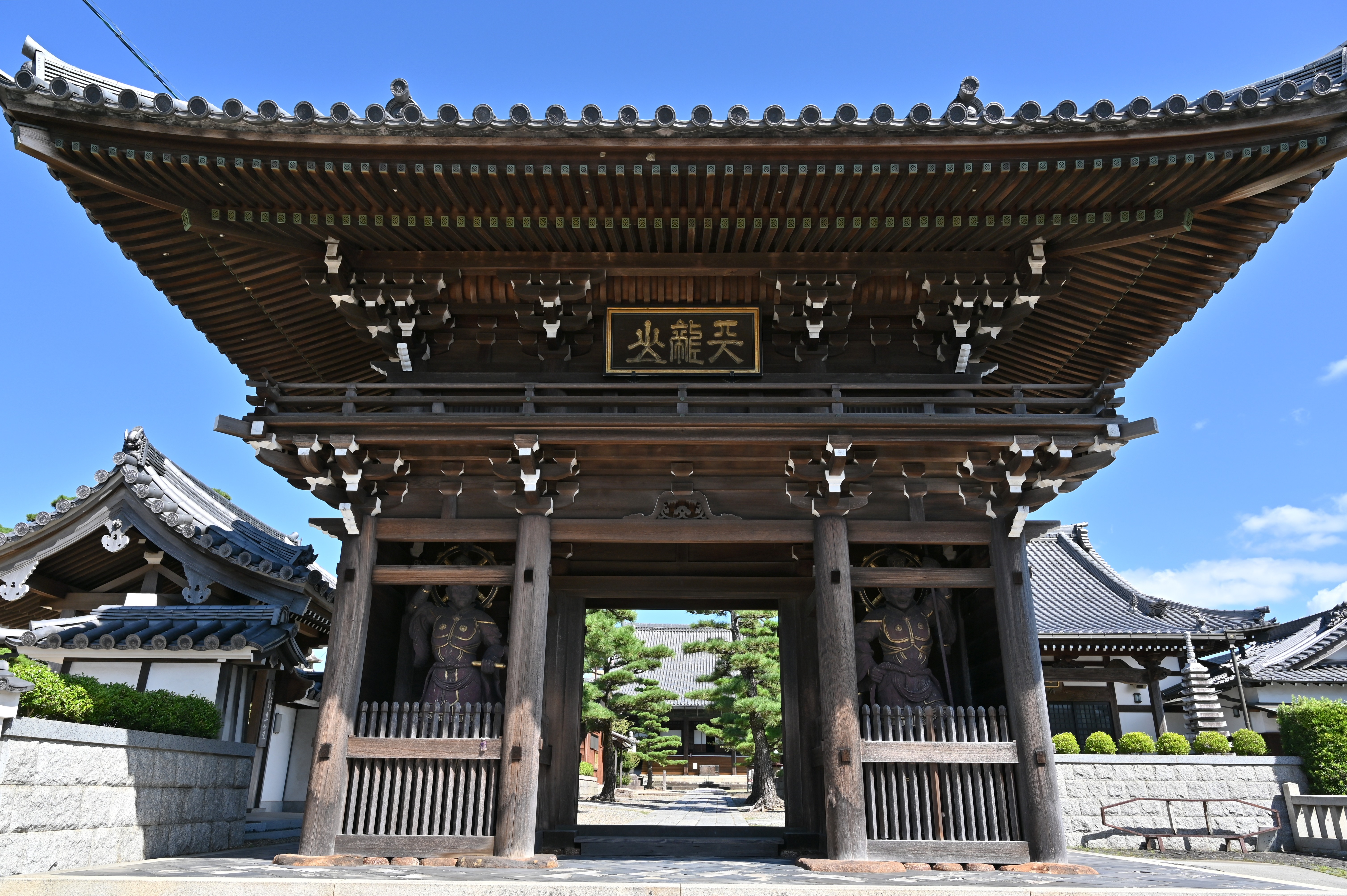
山門
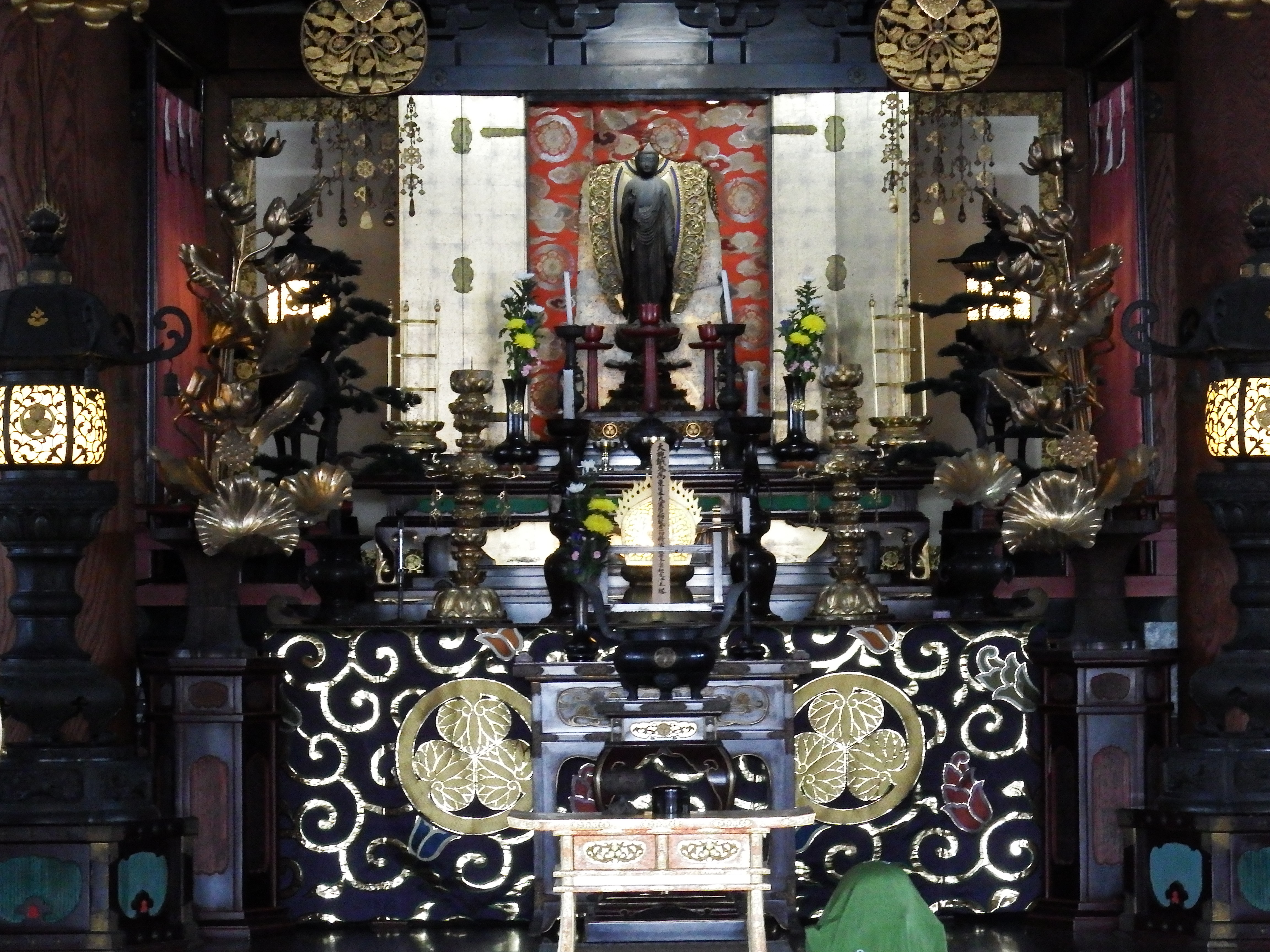
本尊
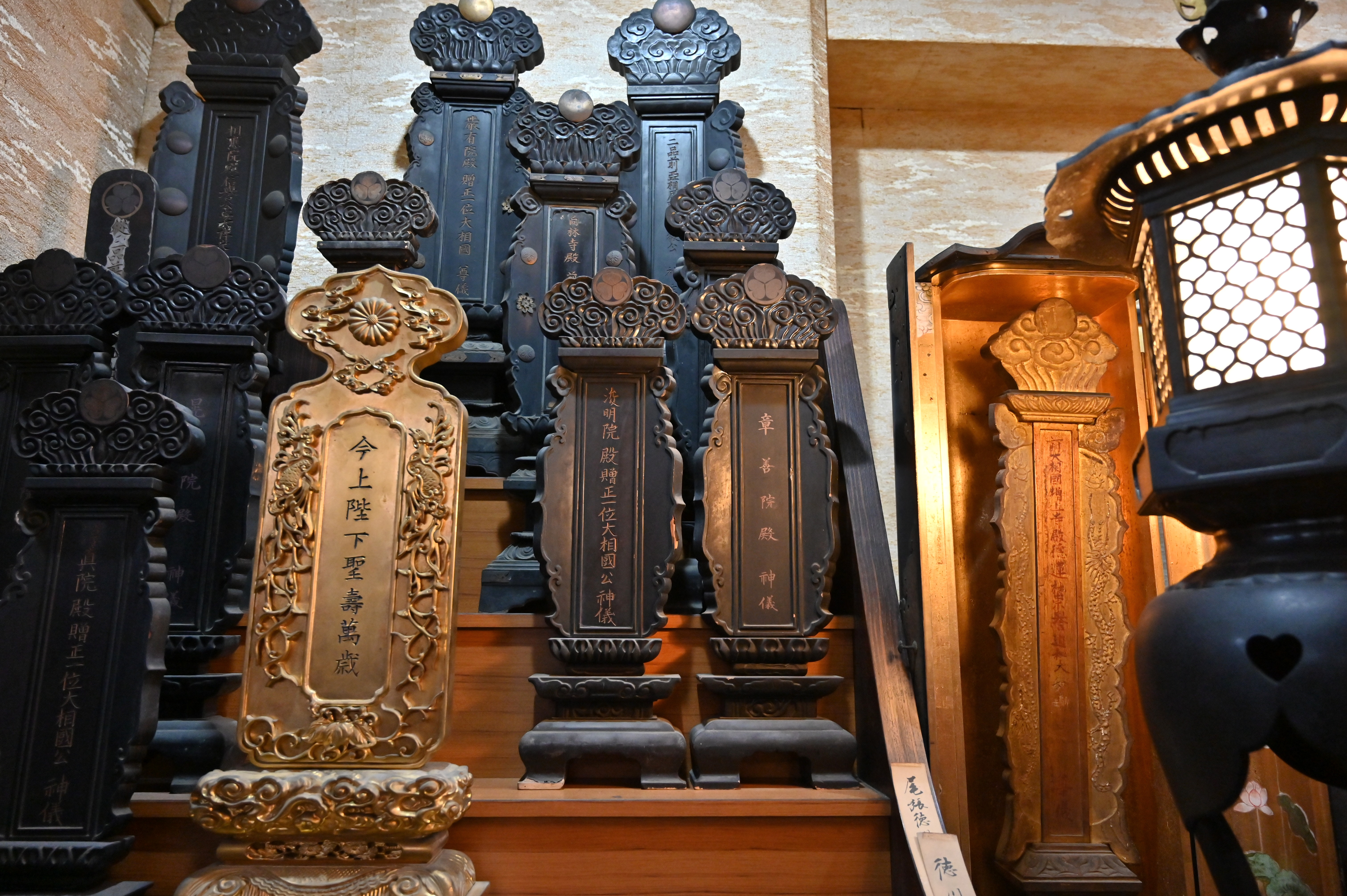
本堂にある徳川家の位牌
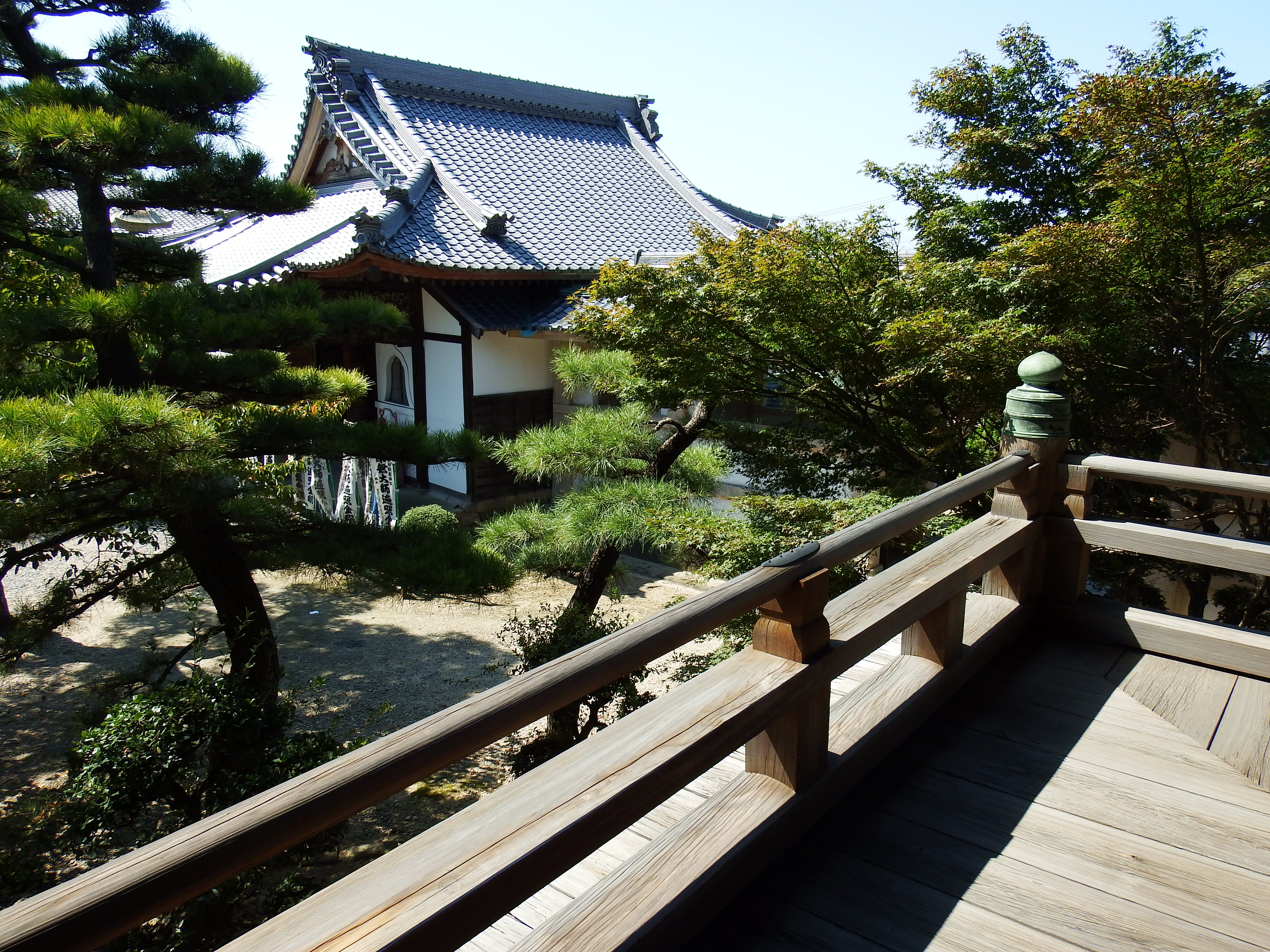
境内
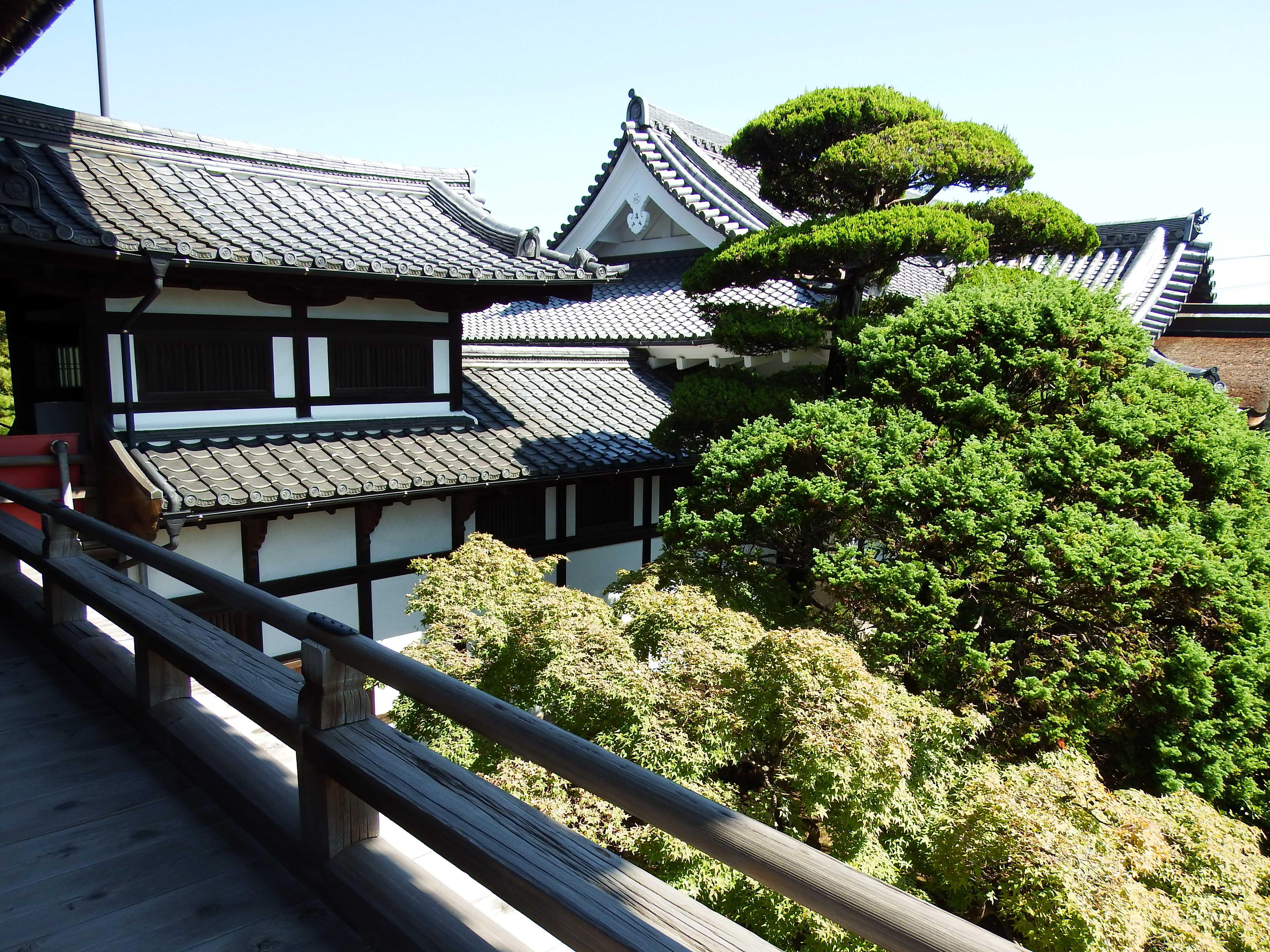
境内
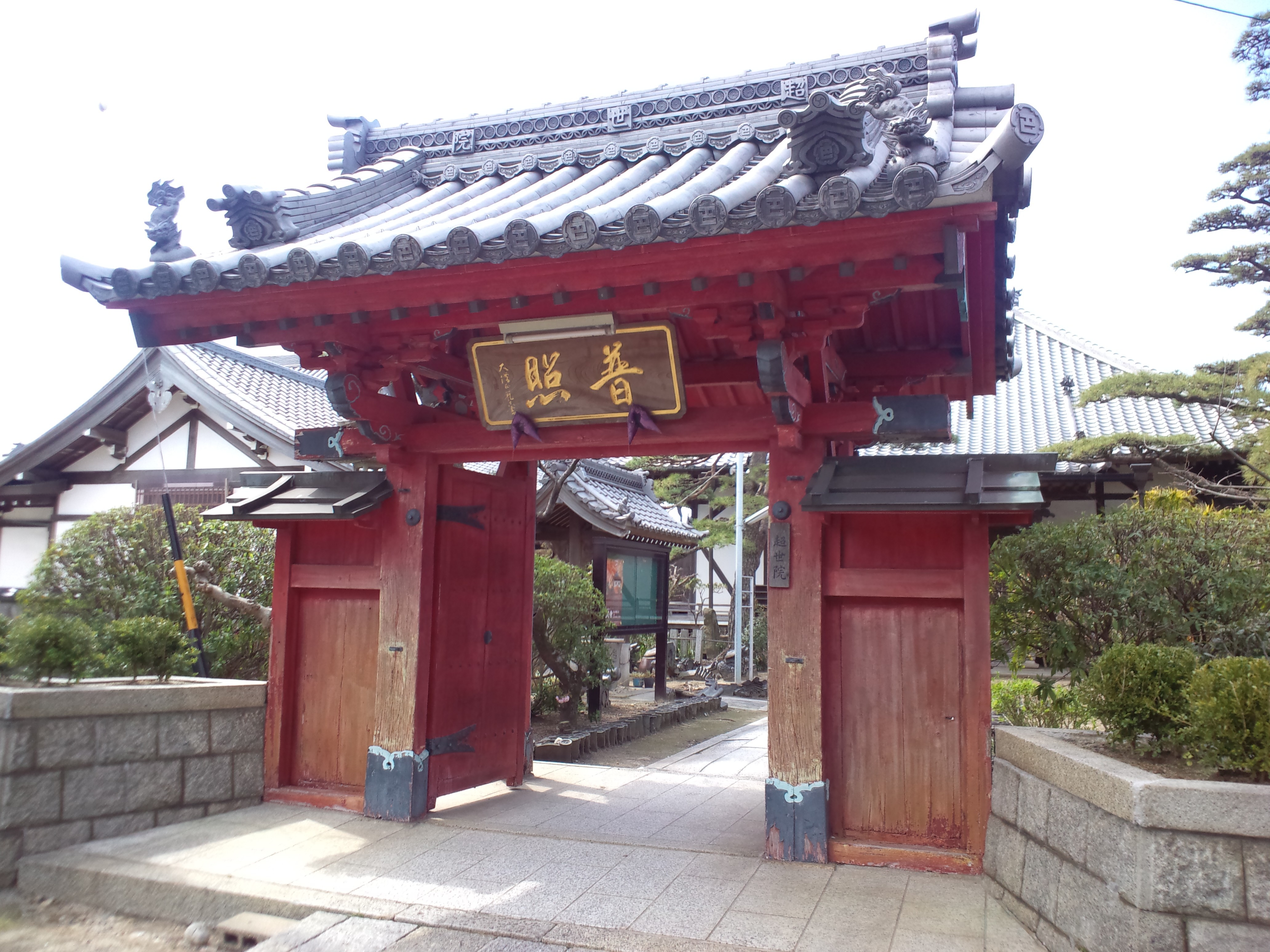
超世院の門

## 所在地
- 愛知県半田市東郷町2-41

## 交通アクセス
- 名鉄河和線 成岩駅もしくは青山駅から徒歩で約7分。
- 青山駅から半田市公共交通バス「ごんくる」青山・成岩線（青成バス）乗車、「常楽寺」バス停下車。

## その他
山岡荘八の小説『徳川家康』にも常楽寺の名が見られる。
板山町の安養寺は常楽寺の第17世光空周明上人が開山である。光空周明上人は寺号と寺を譲り受た上で成岩に移転させた。